# Bernsdorf (powiat Zwickau)
Bernsdorf − gmina w Niemczech, w kraju związkowym Saksonia, w okręgu administracyjnym Chemnitz, w powiecie Zwickau, wchodzi w skład wspólnoty administracyjnej Rund um den Auersberg.

## Współpraca
Miejscowość partnerska:
- Magstadt, Badenia-Wirtembergia